# Wahlkreis Batley and Spen
Der Wahlkreis Batley and Spen (Aussprache [bætli ənd spɛn]) war ein Wahlkreis des House of Commons des Parlaments des Vereinigten Königreiches, der zwischen 2016 und 2021 durch Tracy Brabin von der Labour Party vertreten wurde. Von Juli 2021 bis zur Auflösung des Wahlkreises 2024 wurde er vom Kim Leadbeater im britischen Unterhaus vertreten.

## Wahlkreisprofil
Das Wahlkreisgebiet liegt in den hügeligen Pennines von West Yorkshire, die geprägt sind durch Dienstleistungen, Industrie, Groß- und Einzelhandel und dessen Bevölkerung zumeist werktätig oder verrentet ist. Der Anteil von Sozialwohnungen ist geringer als im regionalen Durchschnitt, allerdings sind in den meisten größeren Siedlungen des Wahlkreises Sozialwohnungen vorhanden. Cleckheaton und viele der Dörfer im Spen Valley haben wenige Einwohner von nichteuropäischer Abstammung, während Batley über eine größere Anzahl von Bewohnern mit südasiatischen Migrationshintergrund verfügt, vor allem Pakistani (9,2 %) und Inder (Gujarati) (15,9 %). Auch in Heckmondwike gibt es eine südasiatische Gemeinschaft, wobei 16,9 % der Bewohner pakistanischer Herkunft sind.

## Wahlkreisgebiet
- 1983–1997: Die zum Metropolitan Borough of Kirklees gehörenden Wards Batley East, Batley West, Birstall and Birkenshaw, Cleckheaton, Heckmondwike sowie Spen.
- 1997–2010: Die zum Metropolitan Borough of Kirklees gehörenden Wards Batley East, Batley West, Birstall and Birkenshaw, Cleckheaton sowie Spen.
- 2010–2023: Die zum Metropolitan Borough of Kirklees gehörenden Wards Batley East, Batley West, Birstall and Birkenshaw, Cleckheaton, Heckmondwike sowie Liversedge and Gomersal.

Der Wahlkreis wurde 1983 aus Teilen der Wahlkreise Batley and Morley, Brighouse and Spenborough sowie Dewsbury gebildet. Der Wahlkreis liegt in West Yorkshire und umfasst Batley, Birkenshaw, Birstall, Cleckheaton, East Bierley, Gomersal, Hunsworth und Liversedge. Traditionell tendieren Batley und Heckmondwike dazu, Labour zu wählen, während die anderen Ortschaften eher zu den Konservativen tendieren. Cleckheaton ist eine Ausnahme; hier wurden für den Gemeinderat die Liberal Democrats gewählt.
Labour erhöhte seinen Stimmanteil bei den Wahlen 1997, 2001 und 2005, während 2010 die Konservativen den Stimmenvorsprung von Labour verringern konnten.

## Geschichte
Vor 1983 existierte der Wahlkreis nicht in seiner späteren Form. Die Wahlkreisgrenzen wurden seitdem  geändert, am deutlichsten 1997, als Heckmondwike ausgegliedert wurde in den Wahlkreis Dewsbury sowie 2010, als die Stadt wieder eingegliedert wurde.
Heckmondwike, das zwar auch im Tal des River Spen liegt, aber nicht zum früheren Urban District Spenborough gehörte, tendierte in den letzten Jahren zu Labour und BNP, speziell bei lokalen Wahlen. Die Vertretung der BNP im Stadtparlament wurde 2008 aufgrund einer von Labour geführten breitangelegten Wahlkampagne halbiert, und seitdem hat der Stimmenanteil der BNP den Wert 7,1 % (2010) bei den Unterhauswahlen nicht mehr überschritten.
2024 wurde der Wahlkreis teilweise durch die neuen Wahlkreise Dewsbury and Batley und Spen Valley ersetzt.

## Parlamentsabgeordnete
|  | Wahl | Mitglied          | Partei       |
|  | ---- | ----------------- | ------------ |
|  | 1983 | Elizabeth Peacock | Conservative |
|  | 1997 | Mike Wood         | Labour       |
|  | 2015 | Jo Cox            | Labour       |
|  | 2016 | Tracy Brabin      | Labour       |
|  | 2021 | Kim Leadbeater    | Labour       |

## Wahlergebnisse

### 2020er Jahre
| Nachwahl 2021: Batley and Spen | Nachwahl 2021: Batley and Spen | Nachwahl 2021: Batley and Spen | Nachwahl 2021: Batley and Spen | Nachwahl 2021: Batley and Spen | Nachwahl 2021: Batley and Spen |
| Partei                         | Partei                         | Kandidat                       | Stimmen                        | %                              | ±                              |
| ------------------------------ | ------------------------------ | ------------------------------ | ------------------------------ | ------------------------------ | ------------------------------ |
|                                | Labour                         | Kim Leadbeater                 | 13.296                         | 35,3                           | −7,4                           |
|                                | Conservative                   | Ryan Stephenson                | 12.973                         | 34,4                           | −1,6                           |
|                                | Workers Party                  | George Galloway                | 8.264                          | 21,9                           | X                              |
|                                | Liberal Democrats              | Tom Gordon                     | 1.254                          | 3,3                            | −1,3                           |
|                                | Yorkshire Party                | Corey Robinson                 | 816                            | 2,2                            | X                              |
|                                | English Democrats              | Thérèse Hirst                  | 207                            | 0,6                            | X                              |
|                                | UKIP                           | Jack James Thomson             | 151                            | 0,4                            | X                              |
|                                | Monster Raving Loony           | Howling Laud Hope              | 107                            | 0,4                            | X                              |
|                                | Alliance for Green Socialism   | Mike Davies                    | 104                            | 0,3                            | X                              |
|                                | Christian Peoples Alliance     | Paul Bickerdike                | 102                            | 0,3                            | X                              |
|                                | Freedom Alliance               | Jonathan Tilt                  | 100                            | 0,3                            | X                              |
|                                | For Britain                    | Anne Marie Waters              | 97                             | 0,3                            | X                              |
|                                | Rejoin EU                      | Andrew Smith                   | 75                             | 0,2                            | X                              |
|                                | SDP                            | Oliver Purser                  | 66                             | 0,1                            | X                              |
|                                | Independent                    | Jayda Fransen                  | 50                             | 0,1                            | X                              |
|                                | Heritage Party                 | Susan Laird                    | 33                             | 0,05                           | X                              |
| Mehrheit                       | Mehrheit                       | Mehrheit                       | 323                            | 0,9                            | +68,0                          |
| Wahlbeteiligung                | Wahlbeteiligung                | Wahlbeteiligung                | 37.695                         | 47,6                           |                                |
|                                | Labour gehalten                | Labour gehalten                | Wechselwähler                  |                                |                                |

### 2010er Jahre
| Britische Unterhauswahl 2019: Batley and Spen | Britische Unterhauswahl 2019: Batley and Spen | Britische Unterhauswahl 2019: Batley and Spen | Britische Unterhauswahl 2019: Batley and Spen | Britische Unterhauswahl 2019: Batley and Spen | Britische Unterhauswahl 2019: Batley and Spen |
| Partei                                        | Partei                                        | Kandidat                                      | Stimmen                                       | %                                             | ±                                             |
| --------------------------------------------- | --------------------------------------------- | --------------------------------------------- | --------------------------------------------- | --------------------------------------------- | --------------------------------------------- |
|                                               | Labour                                        | Tracy Brabin                                  | 22.594                                        | 42,7                                          | −12,8                                         |
|                                               | Conservative                                  | Mark Brooks                                   | 19.069                                        | 36,0                                          | −2,8                                          |
|                                               | Heavy Woollen Independents                    | Paul Halloran                                 | 6.432                                         | 12,2                                          | +12,2                                         |
|                                               | Liberal Democrats                             | John Lawson                                   | 2.462                                         | 4,7                                           | +2,4                                          |
|                                               | Brexit Party                                  | Clive Minihan                                 | 1.678                                         | 3,2                                           | +3,2                                          |
|                                               | Green                                         | Ty Akram                                      | 692                                           | 1,3                                           | 0,0                                           |
| Mehrheit                                      | Mehrheit                                      | Mehrheit                                      | 3.525                                         | 6,7                                           | −10,0                                         |
| Wahlbeteiligung                               | Wahlbeteiligung                               | Wahlbeteiligung                               | 52.927                                        | 66,5                                          | −0,6                                          |
|                                               | Labour gehalten                               | Labour gehalten                               | Wechselwähler                                 |                                               |                                               |

| Britische Unterhauswahlen 2017: Batley and Spen | Britische Unterhauswahlen 2017: Batley and Spen | Britische Unterhauswahlen 2017: Batley and Spen | Britische Unterhauswahlen 2017: Batley and Spen | Britische Unterhauswahlen 2017: Batley and Spen | Britische Unterhauswahlen 2017: Batley and Spen |
| Partei                                          | Partei                                          | Kandidat                                        | Stimmen                                         | %                                               | ±                                               |
| ----------------------------------------------- | ----------------------------------------------- | ----------------------------------------------- | ----------------------------------------------- | ----------------------------------------------- | ----------------------------------------------- |
|                                                 | Labour                                          | Tracy Brabin                                    | 29.844                                          | 55,5                                            | +12,3                                           |
|                                                 | Conservative                                    | Ann Myatt                                       | 20.883                                          | 38,8                                            | +7,6                                            |
|                                                 | Liberal Democrat                                | John Lawson                                     | 1.224                                           | 2,3                                             | −2,4                                            |
|                                                 | Independent                                     | Aleks Lukic                                     | 1.076                                           | 2,0                                             | X                                               |
|                                                 | Green                                           | Alan Freeman                                    | 695                                             | 1,3                                             | −1,1                                            |
|                                                 | Independent                                     | Mohammed Hanif                                  | 58                                              | 0,1                                             | X                                               |
|                                                 | Patriotic Socialist                             | Karl Varley                                     | 53                                              | 0,1                                             | +0,1                                            |
| Mehrheit                                        | Mehrheit                                        | Mehrheit                                        | 8.961                                           | 16,7                                            | +4,7                                            |
| Wahlbeteiligung                                 | Wahlbeteiligung                                 | Wahlbeteiligung                                 | 53.780                                          | 67,1                                            | +2,7                                            |
|                                                 | Labour gehalten                                 | Labour gehalten                                 | Wechselwähler                                   | +2,3                                            |                                                 |

| Nachwahl 2016: Batley and Spen | Nachwahl 2016: Batley and Spen | Nachwahl 2016: Batley and Spen | Nachwahl 2016: Batley and Spen | Nachwahl 2016: Batley and Spen | Nachwahl 2016: Batley and Spen |
| Partei                         | Partei                         | Kandidat                       | Stimmen                        | %                              | ±                              |
| ------------------------------ | ------------------------------ | ------------------------------ | ------------------------------ | ------------------------------ | ------------------------------ |
|                                | Labour                         | Tracy Brabin                   | 17.506                         | 85,8                           | +42,6                          |
|                                | English Democrat               | Therese Muchewicz              | 969                            | 4,8                            | X                              |
|                                | BNP                            | David Furness                  | 548                            | 2,7                            | X                              |
|                                | Independent                    | Garry Kitchin                  | 517                            | 2,5                            | X                              |
|                                | English Independence           | Corbyn Anti                    | 241                            | 1,2                            | X                              |
|                                | Liberty GB                     | Jack Buckby                    | 220                            | 1,0                            | X                              |
|                                | Independent                    | Henry Mayhew                   | 153                            | 0,8                            | X                              |
|                                | Independent                    | Waqas Ali Khan                 | 118                            | 0,6                            | X                              |
|                                | NF                             | Richard Edmonds                | 87                             | 0,4                            | X                              |
|                                | One Love                       | Ankit Love                     | 34                             | 0,2                            | X                              |
| Mehrheit                       | Mehrheit                       | Mehrheit                       | 16.537                         | 81,0                           | +68,0                          |
| Wahlbeteiligung                | Wahlbeteiligung                | Wahlbeteiligung                | 20.393                         | 25,8                           |                                |
|                                | Labour gehalten                | Labour gehalten                | Wechselwähler                  |                                |                                |

| Britische Unterhauswahlen 2015: Batley and Spen | Britische Unterhauswahlen 2015: Batley and Spen | Britische Unterhauswahlen 2015: Batley and Spen | Britische Unterhauswahlen 2015: Batley and Spen | Britische Unterhauswahlen 2015: Batley and Spen | Britische Unterhauswahlen 2015: Batley and Spen |
| Partei                                          | Partei                                          | Kandidat                                        | Stimmen                                         | %                                               | ±                                               |
| ----------------------------------------------- | ----------------------------------------------- | ----------------------------------------------- | ----------------------------------------------- | ----------------------------------------------- | ----------------------------------------------- |
|                                                 | Labour                                          | Jo Cox                                          | 21.826                                          | 43,2                                            | +1,7                                            |
|                                                 | Conservative                                    | Imtiaz Ameen                                    | 15.769                                          | 31,2                                            | −1,8                                            |
|                                                 | UKIP                                            | Aleks Lukic                                     | 9.080                                           | 18,0                                            | +18,0                                           |
|                                                 | Liberal Democrat                                | John Lawson                                     | 2.396                                           | 4,7                                             | −11,1                                           |
|                                                 | Green                                           | Ian Bullock                                     | 1.232                                           | 2,4                                             | +1,3                                            |
|                                                 | TUSC                                            | Dawn Wheelhouse                                 | 123                                             | 0,2                                             | +0,2                                            |
|                                                 | Patriotic Socialist                             | Karl Varley                                     | 53                                              | 0,1                                             | +0,1                                            |
| Mehrheit                                        | Mehrheit                                        | Mehrheit                                        | 6.057                                           | 12,0                                            |                                                 |
| Wahlbeteiligung                                 | Wahlbeteiligung                                 | Wahlbeteiligung                                 | 50.479                                          | 64,4                                            |                                                 |
|                                                 | Labour gehalten                                 | Labour gehalten                                 | Wechselwähler                                   | +1,7                                            |                                                 |

| Britische Unterhauswahlen 2010: Batley and Spen | Britische Unterhauswahlen 2010: Batley and Spen | Britische Unterhauswahlen 2010: Batley and Spen | Britische Unterhauswahlen 2010: Batley and Spen | Britische Unterhauswahlen 2010: Batley and Spen | Britische Unterhauswahlen 2010: Batley and Spen |
| Partei                                          | Partei                                          | Kandidat                                        | Stimmen                                         | %                                               | ±                                               |
| ----------------------------------------------- | ----------------------------------------------- | ----------------------------------------------- | ----------------------------------------------- | ----------------------------------------------- | ----------------------------------------------- |
|                                                 | Labour                                          | Michael Roy Wood                                | 21.565                                          | 41,5                                            | −3,7                                            |
|                                                 | Conservative                                    | Janice Small                                    | 17.159                                          | 33,0                                            | +1,3                                            |
|                                                 | Liberal Democrat                                | Neil Bentley                                    | 8.925                                           | 17,2                                            | +1,8                                            |
|                                                 | BNP                                             | David Exley                                     | 3.685                                           | 7,1                                             | +1,1                                            |
|                                                 | Green                                           | Matt Blakeley                                   | 605                                             | 1,2                                             | −0,5                                            |
| Mehrheit                                        | Mehrheit                                        | Mehrheit                                        | 4.406                                           | 8,5                                             |                                                 |
| Wahlbeteiligung                                 | Wahlbeteiligung                                 | Wahlbeteiligung                                 | 51.939                                          | 67,7                                            | +6,9                                            |
|                                                 | Labour gehalten                                 | Labour gehalten                                 | Wechselwähler                                   |                                                 |                                                 |

### 2000er Jahre
| Britische Unterhauswahlen 2005: Batley and Spen | Britische Unterhauswahlen 2005: Batley and Spen | Britische Unterhauswahlen 2005: Batley and Spen | Britische Unterhauswahlen 2005: Batley and Spen | Britische Unterhauswahlen 2005: Batley and Spen | Britische Unterhauswahlen 2005: Batley and Spen |
| Partei                                          | Partei                                          | Kandidat                                        | Stimmen                                         | %                                               | ±                                               |
| ----------------------------------------------- | ----------------------------------------------- | ----------------------------------------------- | ----------------------------------------------- | ----------------------------------------------- | ----------------------------------------------- |
|                                                 | Labour                                          | Michael Roy Wood                                | 17.974                                          | 45,8                                            | −4,1                                            |
|                                                 | Conservative                                    | Robert Light                                    | 12.186                                          | 31,1                                            | −5,6                                            |
|                                                 | Liberal Democrat                                | Neil Bentley                                    | 5.731                                           | 14,6                                            | +4,3                                            |
|                                                 | BNP                                             | Colin Auty                                      | 2.668                                           | 6,8                                             | +6,8                                            |
|                                                 | Green                                           | Clive Richard Lord                              | 649                                             | 1,7                                             | +0,2                                            |
| Mehrheit                                        | Mehrheit                                        | Mehrheit                                        | 5.788                                           | 14,8                                            |                                                 |
| Wahlbeteiligung                                 | Wahlbeteiligung                                 | Wahlbeteiligung                                 | 39.208                                          | 62,3                                            | +1,8                                            |
|                                                 | Labour gehalten                                 | Labour gehalten                                 | Wechselwähler                                   | +0,8                                            |                                                 |

| Britische Unterhauswahlen 2001: Batley and Spen | Britische Unterhauswahlen 2001: Batley and Spen | Britische Unterhauswahlen 2001: Batley and Spen | Britische Unterhauswahlen 2001: Batley and Spen | Britische Unterhauswahlen 2001: Batley and Spen | Britische Unterhauswahlen 2001: Batley and Spen |
| Partei                                          | Partei                                          | Kandidat                                        | Stimmen                                         | %                                               | ±                                               |
| ----------------------------------------------- | ----------------------------------------------- | ----------------------------------------------- | ----------------------------------------------- | ----------------------------------------------- | ----------------------------------------------- |
|                                                 | Labour                                          | Michael Roy Wood                                | 19.224                                          | 49,9                                            | +0,5                                            |
|                                                 | Conservative                                    | Elizabeth Peacock                               | 14.160                                          | 36,7                                            | +0,4                                            |
|                                                 | Liberal Democrat                                | Kathryn Mary Pinnock                            | 3.989                                           | 10,3                                            | +1,5                                            |
|                                                 | Green                                           | Clive Richard Lord                              | 595                                             | 1,5                                             | +0,7                                            |
|                                                 | UKIP                                            | Allen Frederick Burton                          | 574                                             | 1,5                                             | +1,5                                            |
| Mehrheit                                        | Mehrheit                                        | Mehrheit                                        | 5.064                                           | 13,2                                            |                                                 |
| Wahlbeteiligung                                 | Wahlbeteiligung                                 | Wahlbeteiligung                                 | 38.542                                          | 60,5                                            | −12,6                                           |
|                                                 | Labour gehalten                                 | Labour gehalten                                 | Wechselwähler                                   | +0.1                                            |                                                 |

### 1990er Jahre
| Britische Unterhauswahlen 1997: Batley and Spen | Britische Unterhauswahlen 1997: Batley and Spen | Britische Unterhauswahlen 1997: Batley and Spen | Britische Unterhauswahlen 1997: Batley and Spen | Britische Unterhauswahlen 1997: Batley and Spen | Britische Unterhauswahlen 1997: Batley and Spen |
| Partei                                          | Partei                                          | Kandidat                                        | Stimmen                                         | %                                               | ±                                               |
| ----------------------------------------------- | ----------------------------------------------- | ----------------------------------------------- | ----------------------------------------------- | ----------------------------------------------- | ----------------------------------------------- |
|                                                 | Labour                                          | Michael Roy Wood                                | 23.213                                          | 49,4                                            | +6,3                                            |
|                                                 | Conservative                                    | Elizabeth Peacock                               | 17.072                                          | 36,4                                            | −9,0                                            |
|                                                 | Liberal Democrat                                | Kathryn Mary Pinnock                            | 4.133                                           | 8,8                                             | −1,7                                            |
|                                                 | Referendum                                      | Ed O.C. Wood                                    | 1.691                                           | 0,5                                             | +0,5                                            |
|                                                 | BNP                                             | Ron A. Smith                                    | 472                                             | 0,5                                             | +0,5                                            |
|                                                 | Green                                           | Clive Richard Lord                              | 384                                             | 0,8                                             | −0,2                                            |
| Mehrheit                                        | Mehrheit                                        | Mehrheit                                        | 6.141                                           | 13,1                                            |                                                 |
| Wahlbeteiligung                                 | Wahlbeteiligung                                 | Wahlbeteiligung                                 | 46.965                                          | 73,2                                            | −6,5                                            |
|                                                 | Labour gewonnen von Conservative                | Labour gewonnen von Conservative                | Wechselwähler                                   | +7,7                                            |                                                 |

| Britische Unterhauswahlen 1992: Batley and Spen | Britische Unterhauswahlen 1992: Batley and Spen | Britische Unterhauswahlen 1992: Batley and Spen | Britische Unterhauswahlen 1992: Batley and Spen | Britische Unterhauswahlen 1992: Batley and Spen | Britische Unterhauswahlen 1992: Batley and Spen |
| Partei                                          | Partei                                          | Kandidat                                        | Stimmen                                         | %                                               | ±                                               |
| ----------------------------------------------- | ----------------------------------------------- | ----------------------------------------------- | ----------------------------------------------- | ----------------------------------------------- | ----------------------------------------------- |
|                                                 | Conservative                                    | Elizabeth Peacock                               | 27.629                                          | 45,4                                            | +2,0                                            |
|                                                 | Labour                                          | Eunice A. Durkin                                | 26.221                                          | 43,1                                            | +2,0                                            |
|                                                 | Liberal Democrat                                | Gordon J. Beever                                | 6.380                                           | 10,5                                            | −3,8                                            |
|                                                 | Green                                           | Clive Richard Lord                              | 628                                             | 1,0                                             | +1,0                                            |
| Mehrheit                                        | Mehrheit                                        | Mehrheit                                        | 1.408                                           | 2,3                                             | ±0,0                                            |
| Wahlbeteiligung                                 | Wahlbeteiligung                                 | Wahlbeteiligung                                 | 60.858                                          | 79,7                                            | +0,7                                            |
|                                                 | Conservative gehalten                           | Conservative gehalten                           | Wechselwähler                                   | 0,0                                             |                                                 |

### 1980er Jahre
| Britische Unterhauswahlen 1987: Batley and Spen | Britische Unterhauswahlen 1987: Batley and Spen | Britische Unterhauswahlen 1987: Batley and Spen | Britische Unterhauswahlen 1987: Batley and Spen | Britische Unterhauswahlen 1987: Batley and Spen | Britische Unterhauswahlen 1987: Batley and Spen |
| Partei                                          | Partei                                          | Kandidat                                        | Stimmen                                         | %                                               | ±                                               |
| ----------------------------------------------- | ----------------------------------------------- | ----------------------------------------------- | ----------------------------------------------- | ----------------------------------------------- | ----------------------------------------------- |
|                                                 | Conservative                                    | Elizabeth Peacock                               | 25.512                                          | 43,4                                            | +4,1                                            |
|                                                 | Labour                                          | Kenneth John Woolmer                            | 24.150                                          | 41,1                                            | +3,5                                            |
|                                                 | Social Democratic                               | Keith Burke                                     | 8.372                                           | 14,3                                            | −7,2                                            |
|                                                 | Moderate Labour                                 | Allan Harrison                                  | 689                                             | 1,2                                             | 1,2                                             |
| Mehrheit                                        | Mehrheit                                        | Mehrheit                                        | 1.365                                           | 2,3                                             |                                                 |
| Wahlbeteiligung                                 | Wahlbeteiligung                                 | Wahlbeteiligung                                 | 58.723                                          | 79,0                                            | +5,6                                            |
|                                                 | Conservative gehalten                           | Conservative gehalten                           | Wechselwähler                                   | +0,3                                            |                                                 |

| Britische Unterhauswahle 1983: Batley and Spen | Britische Unterhauswahle 1983: Batley and Spen | Britische Unterhauswahle 1983: Batley and Spen | Britische Unterhauswahle 1983: Batley and Spen | Britische Unterhauswahle 1983: Batley and Spen | Britische Unterhauswahle 1983: Batley and Spen |
| Partei                                         | Partei                                         | Kandidat                                       | Stimmen                                        | %                                              | ±                                              |
| ---------------------------------------------- | ---------------------------------------------- | ---------------------------------------------- | ---------------------------------------------- | ---------------------------------------------- | ---------------------------------------------- |
|                                                | Conservative                                   | Elizabeth Peacock                              | 21.433                                         | 39,6                                           | x                                              |
|                                                | Labour                                         | Kenneth John Woolmer                           | 20.563                                         | 38,0                                           | x                                              |
|                                                | Social Democratic                              | Stephen Woollery                               | 11.678                                         | 21,5                                           | x                                              |
|                                                | Ecology                                        | Clive Richard Lord                             | 493                                            | 0,9                                            | x                                              |
| Mehrheit                                       | Mehrheit                                       | Mehrheit                                       | 870                                            | 1,6                                            | x                                              |
| Wahlbeteiligung                                | Wahlbeteiligung                                | Wahlbeteiligung                                | 54.167                                         | 73,4                                           | x                                              |
|                                                | Conservative gewonnen (neuer Sitz)             |                                                |                                                |                                                |                                                |